# Władysław Bejnar
Władysław Bejnar (ur. 2 stycznia 1868 w majątku Smołwy na Wileńszczyźnie, zm. 23 kwietnia 1934 w Wilnie) – pułkownik piechoty armii Imperium Rosyjskiego, tytularny generał dywizji Wojska Polskiego, kawaler Orderu Virtuti Militari.

## Życiorys
Od 1889 zawodowy oficer piechoty armii carskiej. Walczył w wojnie rosyjsko-japońskiej 1904-1905 jako dowódca batalionu. W I wojnie światowej dowódca pułku i brygady piechoty na froncie niemieckim.
W Wojsku Polskim od stycznia 1919. 4 kwietnia 1919 mianowany został dowódcą 24 pułku piechoty. 2 listopada 1919 – listopad 1922 dowódca I Brygady Litewsko-Białoruskiej. Walczył w wojnie polsko-bolszewickiej. 31 stycznia 1921 objął dowództwo 1 Dywizji Litewsko-Białoruskiej. Listopad 1922 zastępca dowódcy Okręgu Korpusu Nr II w Lublinie. 26 listopada 1923 – 28 maja 1926 dowódca 26 Dywizji Piechoty. W czasie przewrotu majowego opowiedział się po stronie legalnych władz RP, a przeciwko Józefowi Piłsudskiemu. Po zamachu stanu zwolniony został ze stanowiska dowódcy dywizji i mianowany członkiem Oficerskiego Trybunału Orzekającego, a po dziewięciu miesiącach zwolniony z czynnej służby.
4 stycznia 1927 roku Prezydent RP Ignacy Mościcki nadał mu stopień generała dywizji, wyłącznie z prawem do tytułu, z dniem przeniesienia w stan spoczynku – 28 lutego 1927 roku. Osiadł w Wilnie, gdzie zmarł. Pochowany w Wilnie – cmentarz Antokol.

## Awanse
- podporucznik (подпоручик) – 1889
- porucznik (поручик) – 1894
- sztabskapitan (штабс-капитан) - 1898
- kapitan (kапитан) – 1902
- podpułkownik (подполковник) – 1914
- pułkownik (полковник) – 1915
- generał brygady – zweryfikowany 3 maja 1922 ze starszeństwem z dniem 1 czerwca 1919
- tytularny generał dywizji – 4 stycznia 1927 z dniem 28 lutego 1927

## Ordery i odznaczenia
- Krzyż Srebrny Orderu Wojskowego Virtuti Militari
- Krzyż Walecznych – czterokrotnie
- Krzyż Zasługi Wojsk Litwy Środkowej[3]